# Clayton Stanley
Clayton Iona Stanley (* 20. Januar 1978 in Honolulu) ist ein US-amerikanischer Volleyballspieler.

## Karriere
Clayton Stanley ist der Sohn von Jon Stanley, der 1968 am olympischen Volleyballturnier teilnahm. An der Kaiser High School in Honolulu konnte er noch nicht spielen, weil die Schule keine männliche Volleyball-Mannschaft hatte. Deshalb begann er seine Karriere an der University of Hawaiʻi at Mānoa. Im Jahr 2000 entschied er sich, den Sport professionell zu betreiben und wurde in die Nationalmannschaft berufen. Ein Jahr später verpflichtete der griechische Erstligist Panathinaikos Athen den Diagonalangreifer. 2003 gewann er mit dem US-Team den World Cup. 2004 gelang ihm mit Panathinaikos das Double in Griechenland. Anschließend nahm er an den Olympischen Spielen teil, bei denen die USA den vierten Platz belegten. Stanley wechselte innerhalb der griechischen Liga zu Iraklis Thessaloniki. In der ersten Saison wurde er mit dem neuen Verein griechischer Meister und erreichte vor einheimischem Publikum das Finale der Champions League gegen Tours VB. Mit der Nationalmannschaft gewann er 2005 die NORCECA-Meisterschaft. 2006 stand er erneut im Champions-League-Endspiel, bevor er Griechenland verließ und zum russischen Verein VK Zenit-Kasan wechselte. In der ersten Saison mit dem US-amerikanischen Angreifer schaffte Kasan das nationale Double. Das US-Team verteidigte mit Stanley den kontinentalen Titel. 2008 gewann Kasan das Finale der Champions League gegen Copra Piacenza. Stanley erlebte nach dem Triumph in der Weltliga sein zweites Olympiaturnier und gewann durch einen Finalsieg seines Teams gegen Brasilien die Goldmedaille. Für Kasan gab es 2009 erneut das Double und 2010 einen weiteren Meistertitel. Danach wechselte Stanley zum Ligakonkurrenten Ural Ufa. Bei seinen dritten Olympischen Spielen 2012 in London wurde er Fünfter.